# Vermoispitze
Die Vermoispitze ist ein 2929 m hoher Gipfel im Saldurkamm in den südlichen Ötztaler Alpen. Sie erhebt sich direkt über den Hängen des Sonnenbergs im Vinschgau in Südtirol.

## Aufstiegsmöglichkeiten
- von Latsch in 7 h (2200 hm)
- von St. Martin im Kofel in 3 h (1200 hm)
- von der Penauder Alm
- von Unser Frau in Schnals

## Aussicht
Von der Vermoispitze bietet sich ein Panorama auf das untere Vinschgau von Schlanders bis Naturns. Im Süden sind die Ortler-Alpen zu sehen, im Norden bietet sich ein Blick auf den Schnalskamm, u. a. mit der Fineilspitze und dem Similaun.